# Francesc Argemí i Solà
Francesc Argemí i Solà (Paco Argemí) (Terrassa, 24 de març de 1901 – Barcelona, 28 de juliol de 1971) fou un esportista d'elit en l'àmbit de l'hoquei sobre herba i el futbol dels anys 1910, 1920 i 1930, i dirigent esportiu català. Com a jugador d'hoquei sobre herba va formar part de la Federació Catalana, fou jugador internacional de la Federació Espanyola i va participar en els Jocs Olímpics d'Amsterdam del 1928.
En el vessant artístic se'l considera un dels pioners destacats del cinema amateur internacional durant els anys trenta. Era fill de l'industrial terrassenc Ramon Argemí i Comerma i net de l'alcalde de Terrassa Narcís Argemí i Vendrell. També fou un expert i col·leccionista de música clàssica i de sistemes de reproducció musical.

## Jugador d'hoquei sobre herba
En la seva època, Francesc Argemí i Solà fou considerat un dels millors jugadors d'hoquei herba de la selecció catalana i espanyola, sobretot per les seves habilitats com a defensa. Col·loquialment se'l coneixia com a Paco Argemí o “gran capità”, doncs va ser capità de l'equip d'hoquei del Terrassa F.C. durant diverses temporades.
Va jugar el primer Campionat de Catalunya d'hoquei sobre herba celebrat el 1918 i juntament amb en Francesc Roig Ventura van ser els primers terrassencs en participar en uns Jocs Olímpics (Amsterdam, 1928).
Va iniciar la seva carrera esportiva d'hoquei jugant al Reial Club de Polo de Barcelona, amb qui guanyà el Campionat d'Hoquei d'Espanya de 1924 i el de 1925, i al Club Deportiu Terrassa, amb qui guanyà els Campionats de Catalunya del 1926, 1930 i 1933. Amb el Club Deportiu Terrassa també va guanyar el Campionat d'Espanya d'Hoquei el 1930, el Campionat d'Espanya i la Copa del Rei el 1933. Amb la selecció espanyola participà en els Jocs Olímpics d'Amsterdam de 1928, obtenint la quarta posició.

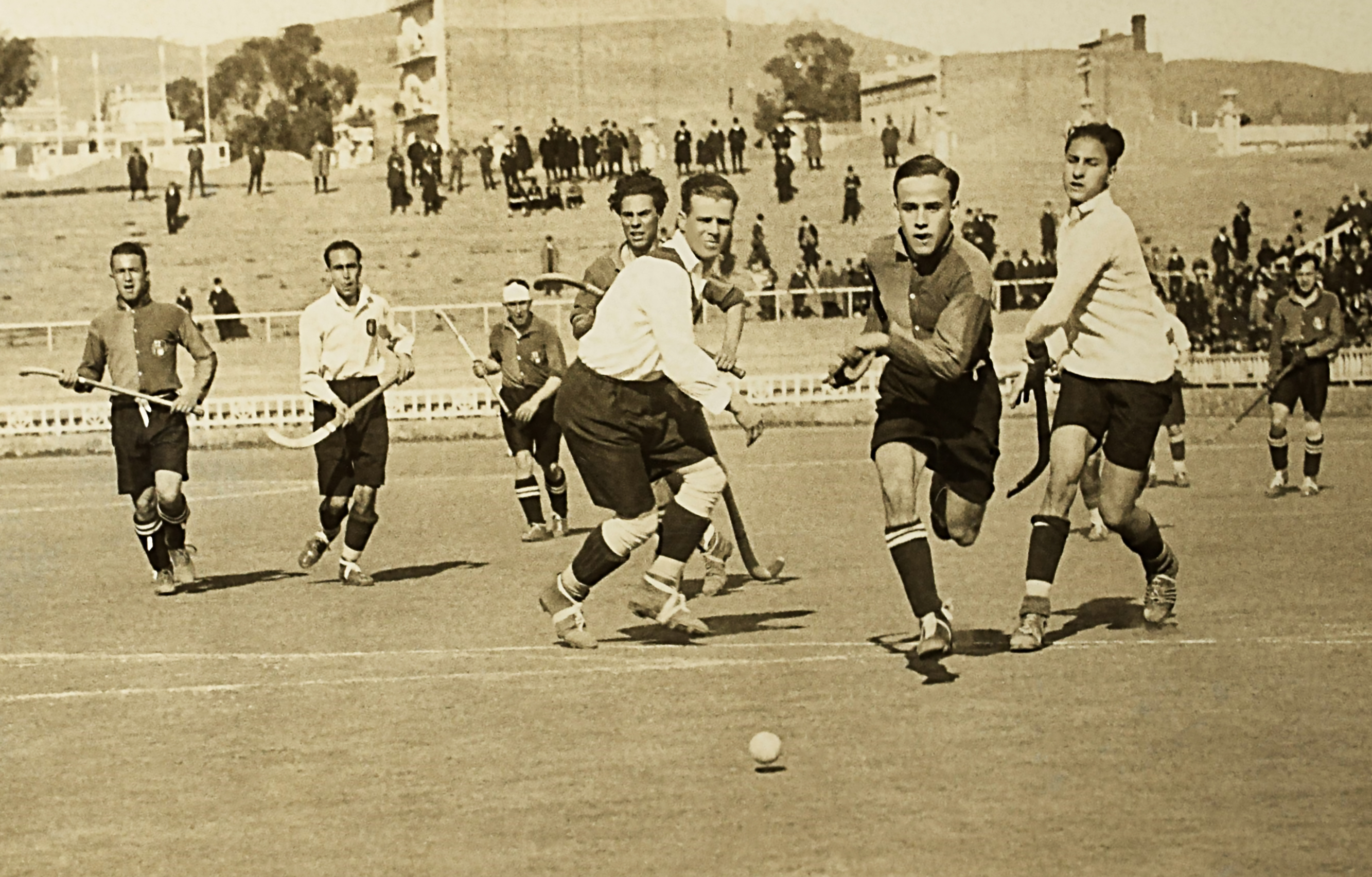
Paco Argemí i Solà, al centre de la imatge, en un partit d'hoquei herba

## Futbolista i atleta
Durant la temporada 1919-1920, en l'època que es coneix com l'inici de l'Edat d'Or del FC Barcelona, sota la presidència de Joan Gamper, Francesc Argemí fou jugador del primer equip de futbol junt amb Samitier, Gràcia, Coma, Galicia i Vinyals, entre d'altres.
També va practicar l'atletisme, esport que Francesc Argemí considerava la base de tots els esports. Per a ell, futbol i atletisme eren pràctiques que ajudaven a incrementar el rendiment esportiu del jugador d'hoquei, ja que, en l'hoquei, no sols era necessari el domini de l'estic, sino que calia tenir el fons i la resistència de l'atletisme, més l'estratègia situacional del camp i del desmarcatge del futbol.

## Directiu esportiu
En el sí de la Federació Catalana d'Hoquei Herba, Francesc Argemí fou seleccionador de la Federació durant les temporades 1941 a 1944. Posteriorment passà a ser el Tresorer de la Federació, i a inici dels anys cinquanta tingué els càrrecs de President i vocal del Comitè de Competició.

## Reconeixements
El 1952 se li va concedir el Títol de Membre d'Honor de la Federació Catalana d'Hoquei, com a agraïment a la seva tasca de foment d'aquest esport. Pocs anys més tard, el 1959, fou la Real Federació Espanyola d'Hoquei qui el va reconèixer, atorgant-li la Medalla de Plata al Mèrit en l'Hockei.
El 1972 li fou lliurada, a títol pòstum, la Medalla de Plata de la Ciutat de Terrassa al Mèrit Esportiu per la seva destacada carrera com a jugador de futbol i d'hockei sobre herba

## Cineasta amateur
Francesc Argemí es considera un dels pioners del cinema amateur a nivell internacional. Per la seva pel·lícula La volta a món', el 1935 va guanyar el segon premi del IV Concurs Internacional del millor film d'Amateur de la UNICA (Unió Internacional de Cine Amateur) i del I Congrés Internacional de Cineistes Amateurs en la categoria migmetratge de Fantasia. El Concurs es va celebrar al Cinema Fèmina de Barcelona i el Congrés, a Sitges, tenint, com a Comitè d'Honor, el President de la Generalitat de Catalunya i l'Alcalde de Barcelona.
"La volta al món" és un migmetratge mut, en blanc i negre, de 16 mil·límetres, filmat a Barcelona i estrenat el 1935. Pel seu to humorístic i satíric, així com per la tècnica, ambientació, fotografia, ritme, muntatge i producció el film fou àmpliament aplaudit pel públic i la crítica de l'època. Es considera un dels millors exponents del cinema amateur internacional (com a precursor del cinema independent) i dels gags, havent cridat l'atenció de la mateixa direcció de la Paramount.
El film narra les aventures d'un explorador que visita diferents indrets del món com ara Roma, El Caire, Bombai, Nova York i Tànger.
A més a més d'haver estat premiat en el IV Concurs Internacional de la UNICA i del I Congrés Internacional, el film també va guanyar el primer premi al migmetratge humorístic de 16 mil·límetres, categoria C, del Primer Concurs Nacional de Cinema Amateur de la Federació Catalana de Cinema Amateur, certamen que es va celebrar a Barcelona el 1935. També fou primer premi humorístic del Concurs de l'entitat terrassenca Amics de les Arts, Secció de Cinema Amateur, celebrat el 1935.
Altres films destacats de Francesc Argemí són “Canigó”, que va guanyar el tercer premi del Concurs de Cinema Amateur organitzat pel Centre Excursionista de Catalunya el 1934, i el documental de viatge “Itàlia”, filmat el 1933.
Els films de Francesc Argemí i Solà han estat projectats en diverses ocasions al llarg dels anys des del 1934 fins al 2019, per la seva representativitat pionera del cinema amateur. Les projeccions s'han fet al Cinema Fèmina de Barcelona (1935), Sala Studium (1935), Agrupació Excursionista Tagament (1935), Agrupació de la Unió Industrial, Centre Cultural de la Caixa de Terrassa (1995), Unió Excursionista de Sabadell (2019), entre d'altres entitats.

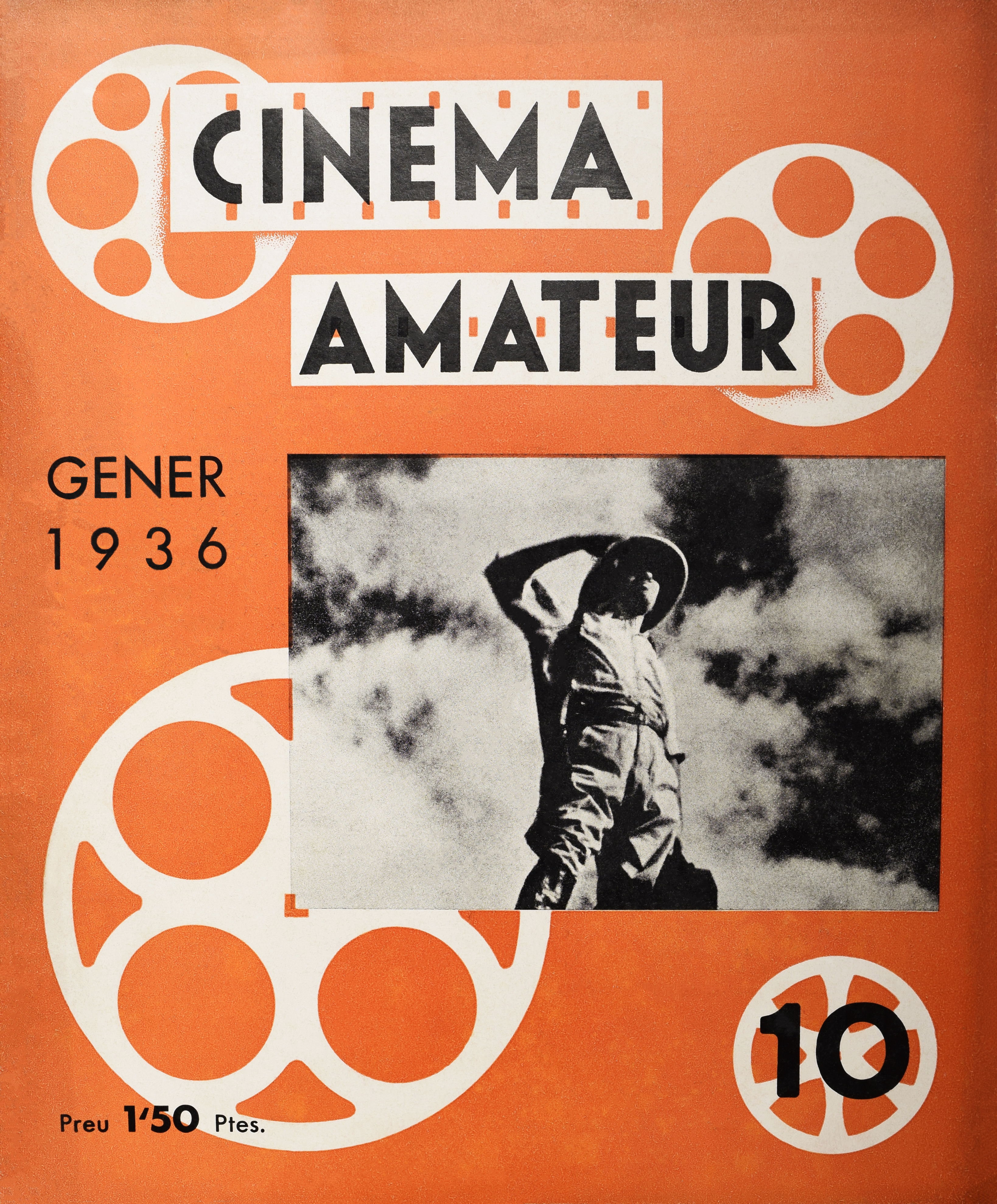
Fotograma de "La volta al món", de Francesc Argemí, en portada de Cinema Amateur

## Col·leccionista musical
Provinent d'una familia amb profunda tradició musical, Francesc Argemí tocava el violoncel i el piano. Fou un col·leccionista i destacat expert en música clàssica i en sistemes de reproducció musical